# Yedlinite
La yedlinite è un minerale.